# Allotinus denalus
Allotinus denalus är en fjärilsart som beskrevs av Corbet 1939. Allotinus denalus ingår i släktet Allotinus och familjen juvelvingar. Inga underarter finns listade i Catalogue of Life.